# Tamsin Pickeral
Tamsin Pickeral, née en 1971, est une historienne de l'art britannique qui s'est fait connaître par ses ouvrages consacrés aux animaux, et surtout au cheval dans l'art.